# メリーウェザーメディア
メリーウェザーメディア（Merryweather Media）は、デンマークのウェブコミック作家、映像作家、バーチャルYouTuberであるルシウス・メリーウェザー（Lucius Merryweather）によって設立されたスタジオ。東京都とシンガポールに拠点を置いている。

## 歴史
設立者のメリーウェザーは、デンマーク出身で、母親はトルコ系移民だった。TwitterやYouTubeにウェブコミックを投稿しており、「Internet Explorerちゃん」といった擬人化を含むミームコミックで人気を得てきた。活動拠点は日本に置いており、自身でイラストは描かず、漫画原作者としての役割を担っている。
彼は自身が設立したスタジオである「メリーウェザーメディア」として、VShojo、にじさんじのXSOLEIL、ホロライブプロダクションの森カリオペの動画などを手掛けた。また、VTuberグループ「AstraLine」を運営している。
2021年、メリーウェザーコミックスは、「Anime Tube」という新興アニメプラットフォームのプロジェクトを支援した。これは、正規のライセンスを持ったプラットフォームをKickstarterによるクラウドファウンディングによって設立するというものだった。漫画を用いた宣伝は反響を集め、2時間で5万ドルという目標を達成した。

## 評価
メリーウェザーメディアのTwitterアカウントは、作品アカウントとして100万人、個人アカウントとして40万人のフォロワーを数えている。『Dexerto』は、メリーウェザーを「ウェブトゥーンで最も成功しているクリエイターの一人」と評した。
2022年、メリーウェザーと作画担当のPokuriMioによる作品『Clinic of Horrors』は、リンゴ賞Favorite New Seriesを受賞し、メリーウェザーは脚本賞にもノミネートされた。